# Coupe de l'America 2017
La Coupe de l'America 2017, trente-cinquième édition de la Coupe de l'America, a lieu pour sa phase finale entre les 17 et 28 juin 2017 aux Bermudes. Elle oppose le Defender Oracle Team USA au Challenger néo-zélandais Team New Zealand. Le premier équipage à sept points remporte la Coupe. 
Team New Zealand remporte la compétition sur le score de sept victoires à une. L'aiguière d'argent rejoint le Royal New Zealand Yacht Squadron, club nautique représenté par Team New Zealand. Celui-ci a déjà été hébergé dans ce club dans le passé, de 1995, après la victoire des Néo-Zélandais à San Diego, jusqu'en 2003, après la défaite face aux Suisses d'Alinghi.

## Mise en place

### Choix du site

Localisation des Bermudes. Les Bermudes font partie de l'Amérique du Nord.

Quatre sites sont présélectionnés pour accueillir la 35e coupe de l'América : San Francisco, Chicago, San Diego et les Bermudes. San Francisco est le premier de ces lieux à être éliminé, en juin 2014. Puis en juillet, Russel Coutts, directeur général de la Coupe de l'America 2017, annonce que la ville de Chicago, « Ville des vents » (Windy City), n'est pas retenue, en raison de ses conditions de vent trop changeantes. 

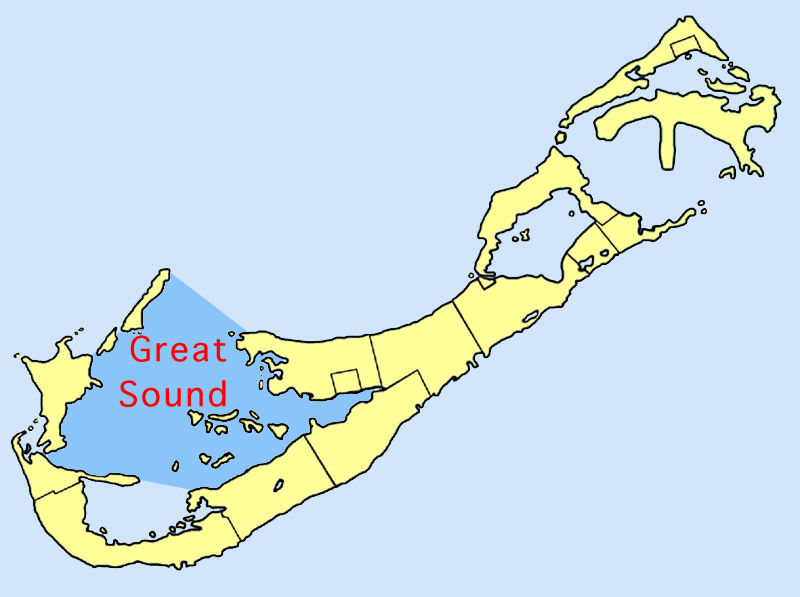
Position de Great Sound aux Bermudes.

Le choix final est fait par Larry Ellison, propriétaire du défi américain, après consultation de Russel Coutts. Il annonce le 2 décembre 2014 que le site retenu les Bermudes, aux dépens de San Diego, hôte des éditions 1987 (en), 1988 (en), 1992 (en) et 1995. Les Bermudes deviennent le neuvième site à accueillir la Coupe de l'America. C'est aussi la première fois qu'un defender américain choisit un site hors des États-Unis pour défendre le trophée. Les compétitions se disputent à Grande Baie, Great Sound.

### Règlement
En juin 2014, Oracle Team USA publie le protocole régissant la 35e édition de la Coupe de l'America. Celui-ci, établit après des négociations entre le defender représentant le Golden Gate Yacht Club et le challenger of record, Team Australia, qui représente le Hamilton Island Yacht Club (en), définit un certain nombre de règles. 
Tout d'abord, la prochaine édition se déroule sur trois ans, de 2015 à 2017, avec une première phase nommée America’s Cup World Series disputée sous la forme d'un minimum de six étapes. Une deuxième phase nommée America’s Cup qualifier regroupe l'ensemble des participants, defender compris, et octroie un point de bonus au gagnant pour le match de la Coupe de l'America. Cette phase  n'est pas disputée sur le site de la 35e édition de la Coupe de l'America. Les quatre meilleurs challenger disputent les America’s Cup challenger playoffs, compétition d'où est désigné le challenger officiel de la Coupe de l'America.
Un nouveau bateau, AC62, remplace l'AC72, utilisé lors de Coupe de l'America 2013, . Long de 62 pieds, 19 mètres contre 22 à son prédécesseur, et environ 12 mètres de large, il est équipé d'une aile rigide composée de deux éléments, avec un foc, mais sans gennaker. Il est manœuvré par huit marins contre douze pour l'AC72. Une règle importante est l'avantage donné au defender de pouvoir construire deux bateaux AC62, contre un à ses challengers.
Ce protocole est vivement critiqué en Nouvelle-Zélande, suggérant à Grant Dalton, le patron de Team New Zealand de renoncer à participer à cette édition. Les arguments en faveur de ce retrait sont la tendance à transformer le match racing en une bataille de procédures gérées par des hommes de loi, et l'augmentation des coûts, le budget de Team New Zeland étant déjà de 120 millions de dollars néo-zélandais lors de l'édition 2013 dont 40 de fonds publics.
En avril de l'année suivante, l'America's Cup Event Authority, ACEA, révèle que la majorité des compétiteurs a décidé de réduire la taille des bateaux, passant de l'AC62 à des AC45, d'une longueur allant de 45 à 50 pieds. Selon son directeur Russell Coutts, cela permet de réduire le nombre d'équipiers à six ou sept. Il déclare également le but de cette décision est de permettre une réduction des budgets, tout en assurant que ces bateaux sont désormais capable de naviguer dans les mêmes vitesses, plus de 40 nœuds, que celles de l'AC72 en 2013. lors de ce vote, une deuxième décision importante est prise : contrairement à ce qui avait été prévu, les phases de qualifications doivent se dérouler aux Bermudes et non à Auckland. Cela a pour conséquence le forfait de Luna Rossa, le défi italien, qui avait dépensé beaucoup en recherches sur son projet AC62.
Une nouvelle version du protocole est publiée en août 2015. Celle-ci précise que le bateau fait quinze mètres, soit 49,212 6 pieds. Il précise également qu'une pièce de 2,7 mètres, soit 18 % de la longueur du bateau, doit entièrement être construite dans le pays représenté par le défi. La règle controversée autorisant la possibilité de construction de deux bateaux, désormais nommés AC50, par le defender contre un pour ses adversaires. Enfin, la règle concernant le point de bonus octroyé pour le match de la Coupe de l'America est modifiée : si le defender remporte les Qualifiers, ou si le challenger officiel de la Coupe de l'America a remporté les Qualifiers, son adversaire commence le match avec un score de -1.

## Déroulement de la compétition

### Format des courses
Les courses se disputent sur un plan d'eau délimité sur le côté par des boundary, frontières. Deux portes délimitent la longueur du parcours. Ces portes sont matérialisées par deux bouées, les bateaux devant passer entre ces deux bouées pour franchir la porte. Les lignes de départ et d'arrivée sont également matérialisées par deux bouées. Une zone de départ est également présente, les bateaux ne pouvant y pénétrer qu'à partir de deux minutes dix et deux minutes avant le départ. 
Après le franchissement de la ligne de départ, les bateaux parcourent un bord de travers, appelé reaching, puis un premier bord de portant. Suit ensuite un bord de près, puis un nouveau bord de portant et un bord de près. En fonction des conditions de vitesse du vent, un nouveau bord de portant et un de près sont ajoutés. La course se termine par un bord de portant, suivi par un bord de travers pour franchir la ligne d'arrivée.
Les conditions de vent sont également codifiées : la limite basse est de 6 nœuds pendant une minute, tandis que la limite haute est de 25 nœuds sur la même période de temps.

### Phases de qualification

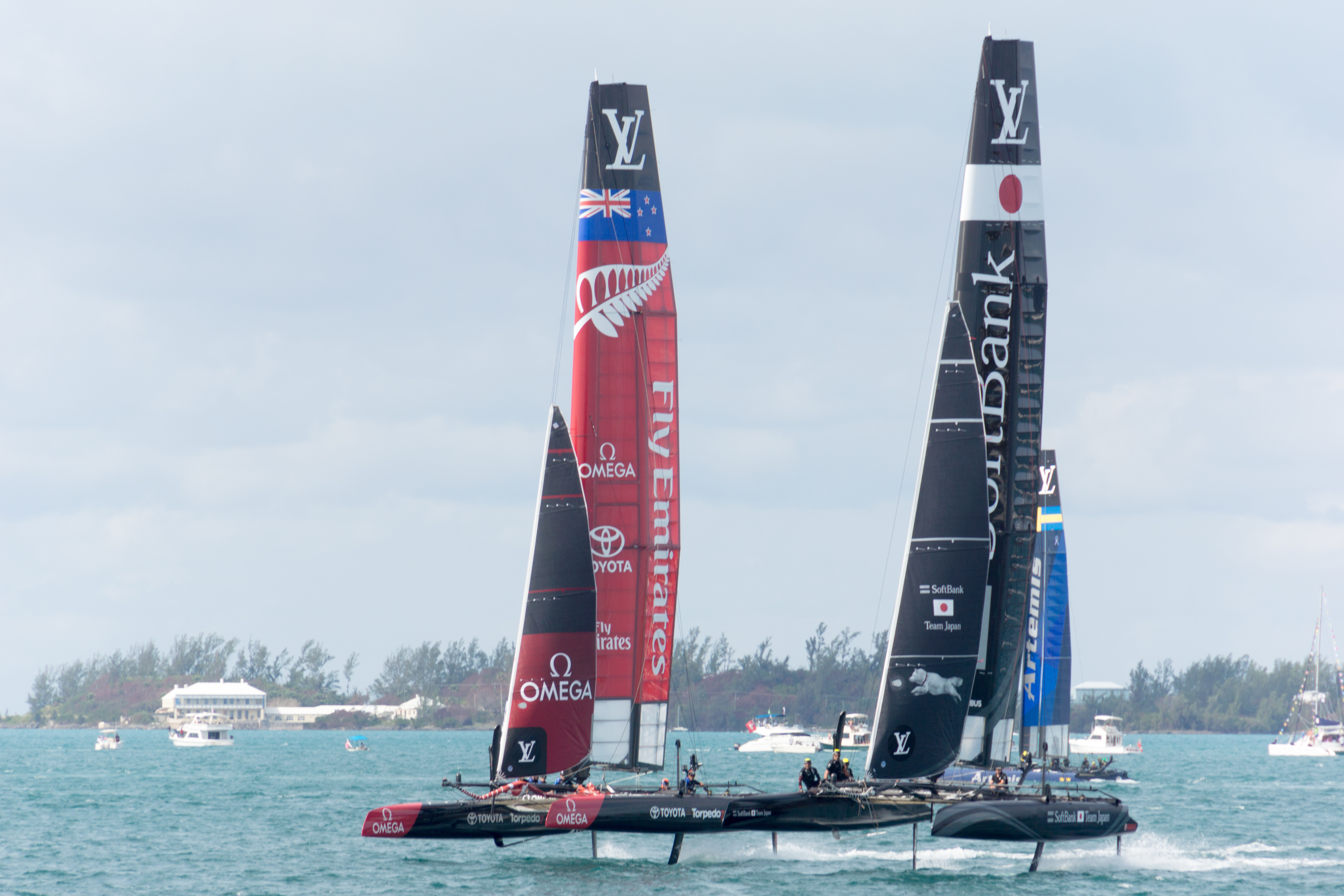
les bateaux néo-zélandais et japonais à Portsmouth en 2015.

La coupe de l'America fait suite à une série de compétitions faisant office de qualifications et de préparations. C'est d'abord la deuxième édition des America's Cup World Series, disputée sur les années 2015 et 2016. neuf étapes sont au programme : Portsmouth en Angleterre, Göteborg en Suède, les Bermudes lors de l'année 2015, puis Mascate à Oman, New York et Chicago aux États-Unis, Portsmouth, Toulon en France et Fukuoka au Japon lors de l'année 2016. 

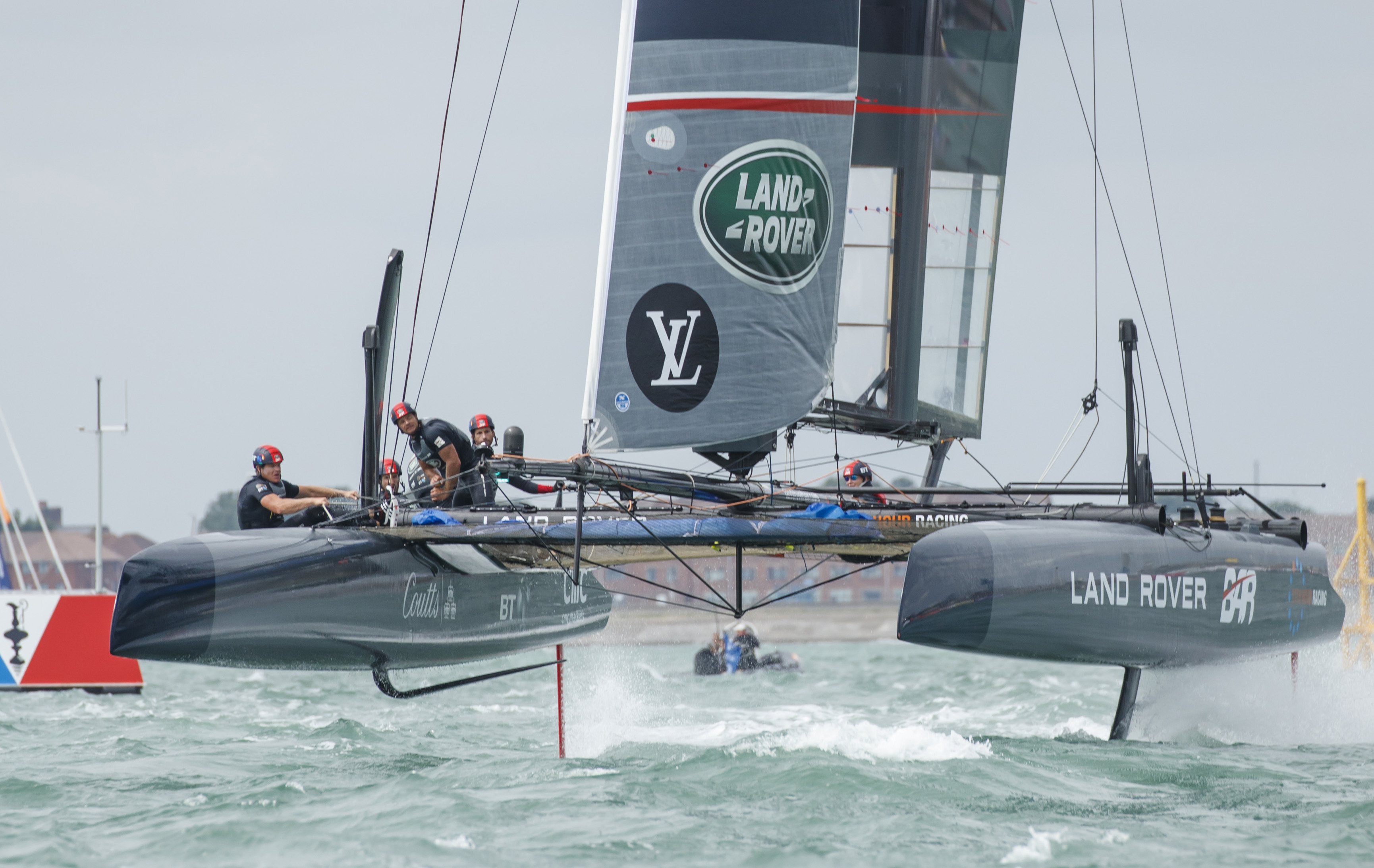
le bateau britannique en 2016.

Le syndicat britannique de Land Rover BAR (en) termine cette phase en tête du classement, devant le tenant de la Coupe de l'America 2013, Oracle Team USA, puis Team New Zealand, Artemis Racing, Softbank Team Japan et Groupama Team France. 
La phase suivante, les Louis Vuitton America's Cup Qualifier, met aux prises six concurrents, le defender américain et les cinq challengers. Les Britanniques et les Américains commencent respectivement avec deux et un point d'avance pour leurs résultats lors des World Series. À l'issue de cette première phase, le challenger le moins bien classé est éliminé, les quatre autres disputant des demi-finales. Cinq victoires sont nécessaires pour désigner le vainqueur de celles-ci. C'est également avec cinq victoires que le challenger de la Coupe de l'America est déterminé.
Oracle Team Usa termine à la première place de la phase des qualifiers et s'octroie un point de bonus pour le match de la Coupe de l'America, les Néo-Zélandais terminant deuxième. Les Français de Groupama Team France sont éliminés. Team New-Zealand décide d'affronter les Britanniques de Land Rover BAR en demi-finale. Malgré un chavirage lors de la quatrième course, les Néo-Zélandais s'imposent sur le score de cinq à deux. Dans l'autre demi-finale, les Suédois d'Artemis, menés trois à un par les Japonais de Softbank Team Japan, s'imposent sur le score de cinq à trois. Team New Zealand, en s'imposant par cinq à deux lors de la finale face à Artemis, s'octroie la possibilité de prendre leur revanche sur les Américains après leur défaite neuf à huit lors de la précédente édition.

### Match de la Coupe de l'America

#### Première journée

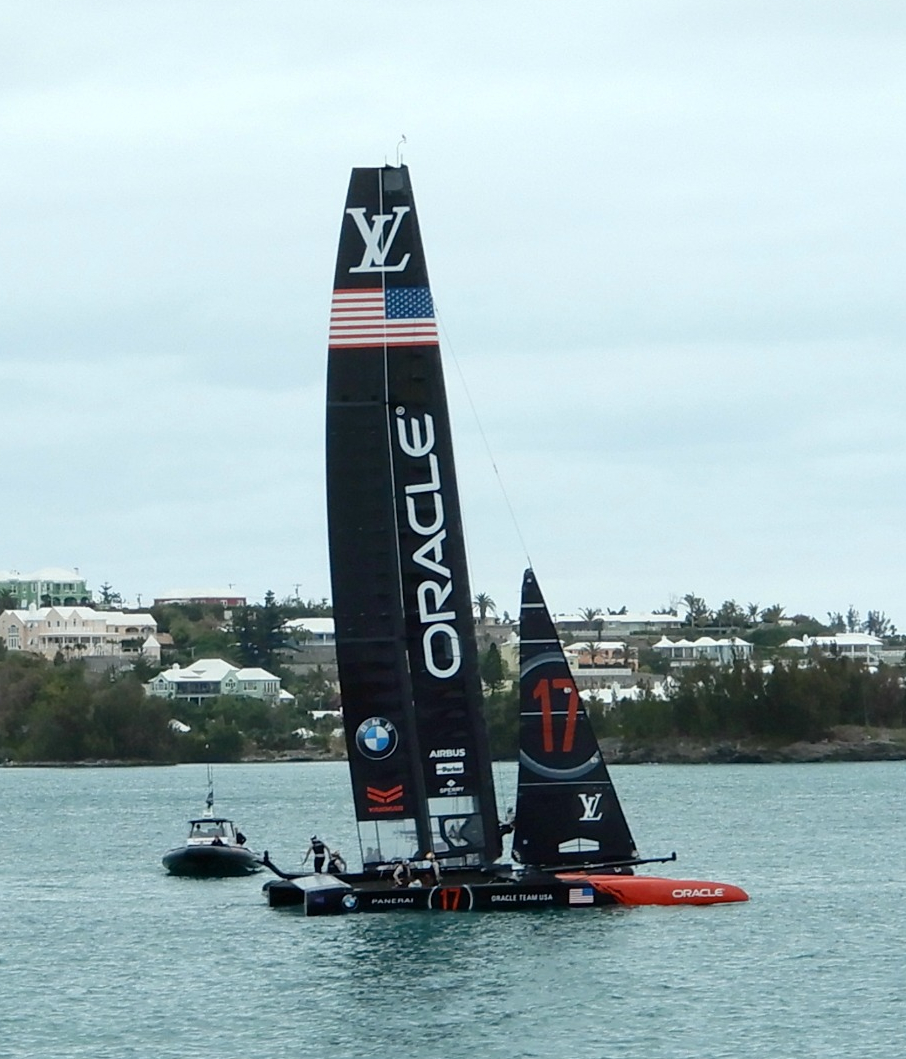
L'AC50 du défi américain en mai aux Bermudes.

Les courses commencent le 17 juin. Le defender américain, Oracle Team USA, démarre avec un point d'avance sur son adversaire, le défi néo-zélandais de Team New Zealand, vainqueur des Suédois d'Artemis Racing en finale des qualifications (coupe Louis-Vuitton). Ce point d'avance — en fait les Néo-Zélandais commencent la compétition avec un score de -1 — est dû à la victoire de l'équipe américaine lors des qualifiers, premier tour opposant ces derniers à cinq adversaires, Team New Zealand, Artemis Racing, les Anglais de Land Rover BAR (en), le défi japonais SoftBank Team Japan et les Français de Groupama Team France.
Pénalisés pour avoir anticipé le départ de la première régate, disputée dans des conditions de 7 à 9 nœuds, les Américains sont battus par les Néo-Zélandais qui s'imposent de 30 secondes. Dans la deuxième course de la journée, les Néo-Zélandais prennent l'avantage dès le départ, puis augmentent leur avantage initial pour terminer avec une avance de 1 min 27 s sur le defender.

#### Deuxième journée
Dans des conditions de petit vent, légèrement supérieur à la veille, les Américains tentent un coup de « poker » en installant des foils asymétrique pour les régates de la deuxième journée. Les Américains prennent un léger avantage lors du départ. Les deux bateaux sont côte à côte jusqu'à la première boundary. Lors de ce premier empannage les Néo-Zélandais réussissent parfaitement celui-ci et dépassent le bateau adverse pour s'échapper et franchir la bouée suivante en tête. L'avance de Team Zealand s'accroit régulièrement, lui permettant de s'imposer avec 38 secondes.
Lors de phase de départ disputée de la deuxième régate, Le skipper australien Jimmy Spithill du bateau américain essaye de provoquer une faute de son homologue néo-zélandais Peter Burling en le poussant en fin de la zone de départ, mais celui-ci réussit à éviter toute pénalité. Il réussit à franchir la ligne de départ avec un léger avantage, qu'il conserve lors du premier bord de portant. L'avance augmente sur les bords suivants et Team New Zealand gagne la régate avec 1 min 11 s.

#### Troisième journée
Les Américains profitent des cinq jours entre le deuxième jour et le troisième jour de régate, cherchant à améliorer la vitesse du bateau. Les Américains remportent la phase de départ de la cinquième régate mais franchissent avec deux secondes d'avance la ligne, concédant ainsi une pénalité les obligeant à donner un avantage de deux longueurs à leur adversaire. Cet avantage leur permet de franchir la première bouée, puis la deuxième après le bord de portant. Après le passage de la bouée les Américains décident de spliter, ne pas suivre la stratégie de son adversaire, en virant pour se diriger vers le côté opposé du bassin. Ils parviennent à prendre légèrement la tête mais lors de l'un des croisements suivant où les bateaux sont proches, les Néo-Zélandais réclament une pénalité accordée par les arbitres ce qui contraint Oracle à laisser l'avantage à son adversaire. Celui-ci fait ensuite progresser son avantage sur les bords suivants pour terminer avec une avance de 2 min 4 s 113, le plus gros écart depuis le début de la compétition. 
Le vent est de 9 nœuds avant la deuxième régate du jour. Après un départ sensiblement partagé, les Américains partent plus vite et franchissent la première bouée en tête. Ils conservent leur avantage sur le premier bord de portant. Après la bouée, les Néo-Zélandais font un virement pour se diriger vers le côté opposé du bassin. Les Américains franchissent la bouée terminant ce premier bord de près en tête mais au terme du bord de portant suivant, Team New Zealand reprend un léger avantage sur Oracle. Team New Zealand essaye de marquer son adversaire en raison du même côté du bassin lors du début du bord de près. Toutefois, les Américains parviennent à se libérer de celui-ci pour reprendre le côté opposé. Après plusieurs croisements où le bateau defender se rapproche, les deux bateaux sont proches lors du croisement suivant où Spithill réclame une pénalité, non acceptée. Lors du croisement suivant, son bateau a repris la tête et franchit la bouée avec un léger avantage. Celui-ci est conservé lors du dernier bord de portant, puis lors du bord de reaching, vent de travers, conduisant à la ligne d'arrivée. L'avantage de onze secondes sur les Néo-Zélandais est le plus faible dans une régate depuis le début de ce match.

#### Quatrième journée

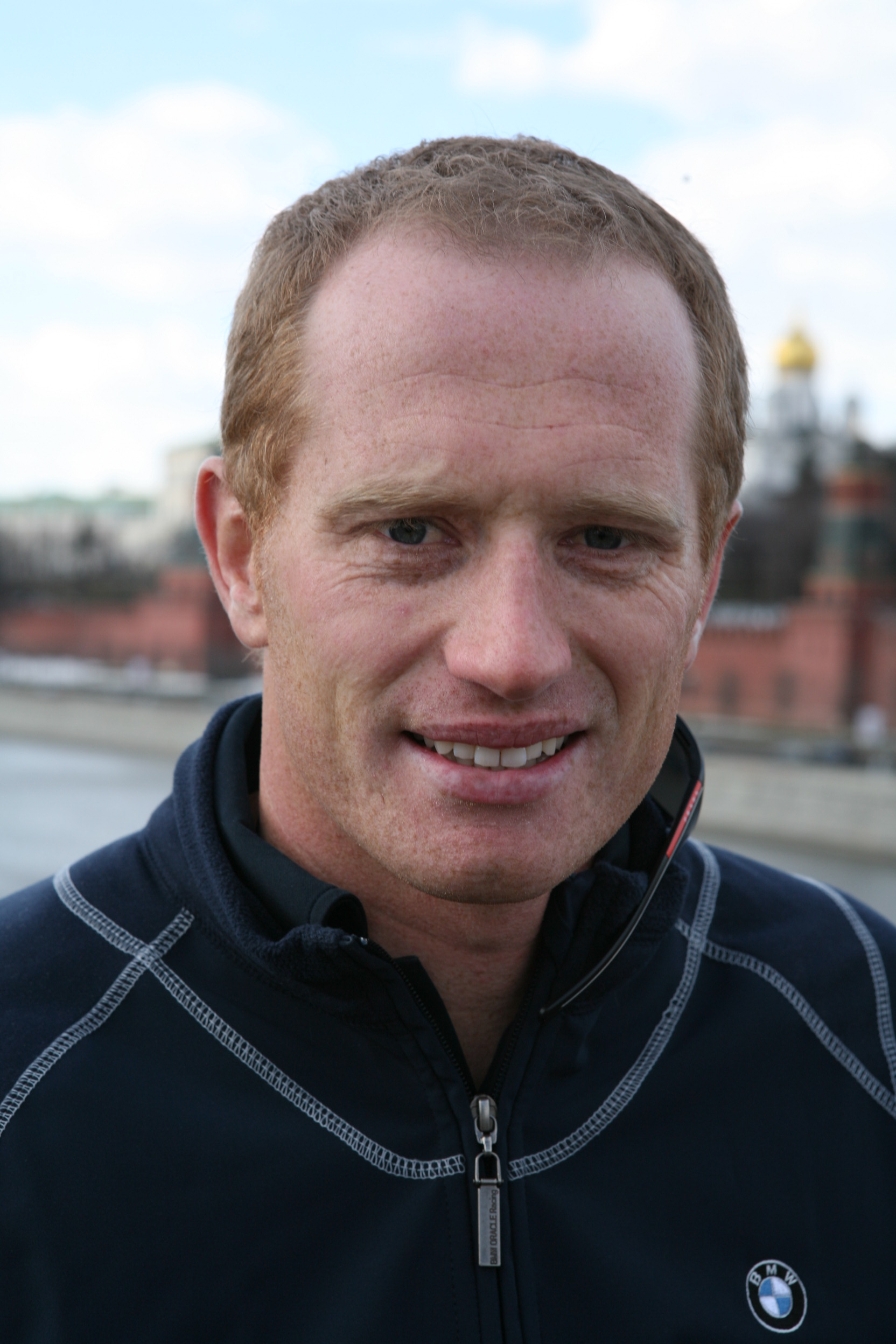
Jimmy Spithill, barreur du bateau américain.

Lors du départ de la première course de la journée, la septième régate, disputée dans des conditions de vent d'un peu plus de 8,5 nœuds, les deux bateaux de dirigent vers la ligne côte à côte, avant que les Américains ne dévient légèrement pour éviter de franchir la ligne en avance. Spithill a déclaré que les deux erreurs de départ sur les courses une et cinq s'explique par erreur du logiciel traitant cette phase. Team New Zealand prend ainsi l'avantage, franchissant la première bouée en tête, puis conversant son avantage sur le bord de portant pour atteindre la bouée en tête. Peu après celle-ci, Oracle décide de virer pour se diriger vers le côté opposé, aussitôt suivi par son adversaire. Team New Zealand franchit la bouée terminant ce premier bord de près avec environ trente secondes, puis le bouée suivante avec 39 secondes. Les Américains comblent un peu leur retard sur le bord de près suivant, puis reviennent à douze secondes au terme du dernier bord de portant. Après un dernier bord de reaching, Team New Zealand franchit la ligne d'arrivée avec une avance de douze secondes.
Lors de la phase de départ de la deuxième régate du jour, les Américains essayent de se positionner derrière leur adversaire mais perdent leur vitesse et retombent sur l'eau. Team New Zealand en profite pour virer, passer sur le côté bâbord de son adversaire, et le force à s'éloigner de la ligne tout en l'empêchant de prendre de la vitesse. Ils se dirigent ensuite vers la ligne avec une grande différence de vitesse, franchissant celle-ci avec un avantage de quatorze secondes. Après le premier bord de portant celui-ci est passé à 24 secondes. Lors du bord de près, les Néo-Zélandais marquent leur adversaire qui commet une nouvelle faute en franchissant la boundary et subissant ainsi une nouvelle pénalité. L'avance de Team New Zealand passe à 36 secondes à la troisième bouée. Les Néo-Zélandais contrôlent le reste de la course et terminent avec une avance de 30 secondes.

#### Cinquième journée

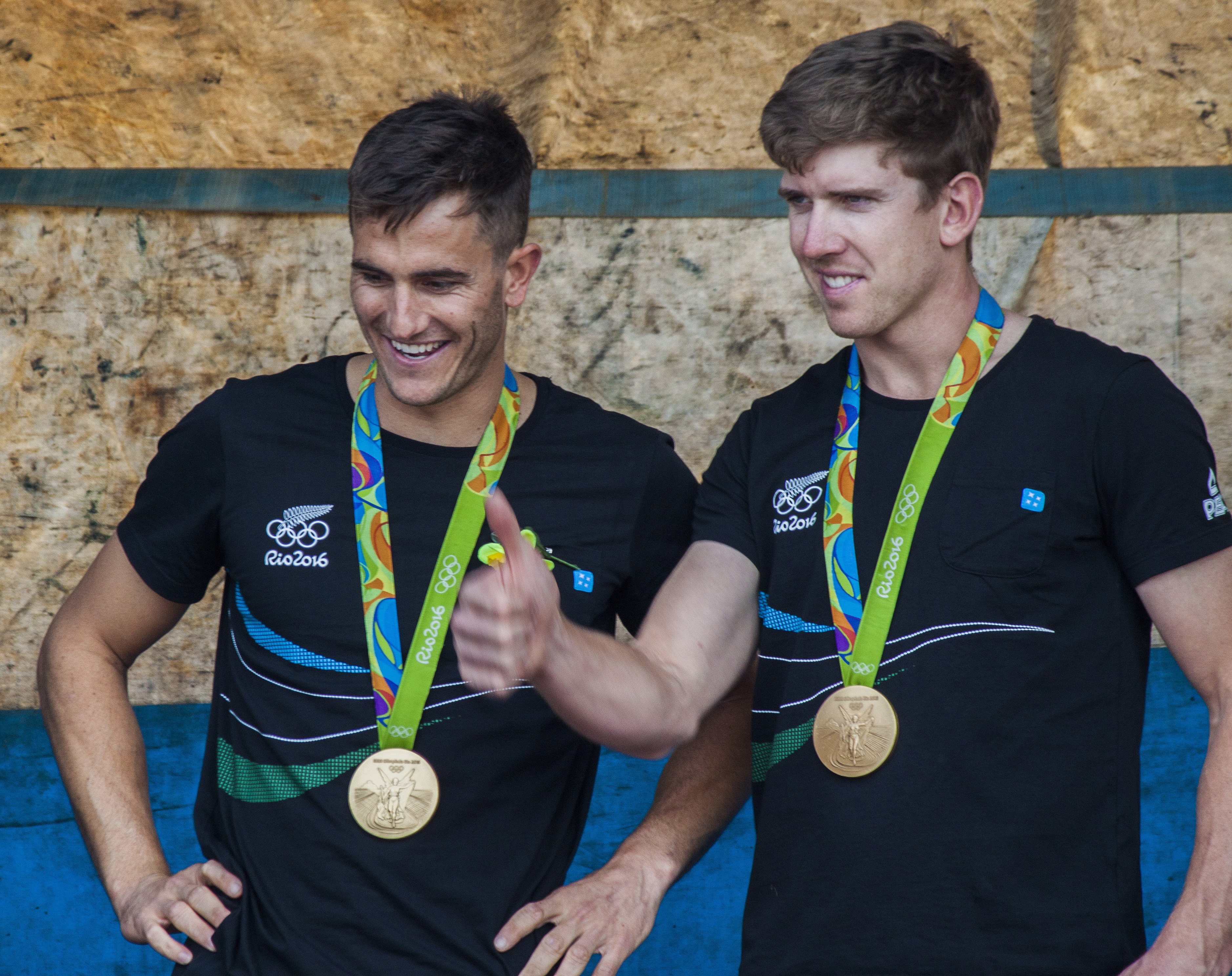
Peter Burling, barreur du bateau néo-zélandais, et Blair Tuke, chargé du réglage des foils.

Interrogé sur ses erreurs lors des régates du dimanche, Jimmy Spithill déclare qu'il fera « ce qu'il y a de mieux pour l'équipe » et que « ce n'est pas un problème » s'il doit céder son poste de barreur.
Les deux bateaux approchent côte à côte de la ligne de départ que Team New Zealand franchit légèrement devant mais Oracle profite d'une meilleure vitesse pour prendre l'avantage sur le bord de travers et double la première bouée en tête. Sur le bord de portant, les Néo-Zélandais virent à l'approche de la boundary un peu plus tôt que son adversaire et prend la tête pour dépasser la bouée suivante en tête, les Américains décidant alors de contourner l'autre bouée pour spliter et prendre la direction opposée du bassin. Les Néo-Zélandais franchissent les deux bouées en tête. Ils décident de virer rapidement après le passage de la bouée pour marquer son adversaire sur le dernier bord de près. Après un dernier bord de portant et un bord de travers, Team New Zealand remporte sa huitième victoire en neuf courses pour s'imposer sept à un et remporter la Coupe de l'America. Peter Burling devient le plus jeune barreur à remporter cette compétition.

## Résultats
| Les victoires sont sur fond vert. |

| Jour | Date    | Course | Oracle Team USA | Team New Zealand | Delta          | Score | Score |           |                     |  |  |   |    |
| ---- | ------- | ------ | --------------- | ---------------- | -------------- | ----- | ----- | --------- | ------------------- |  |  | - | -- |
| Jour | Date    | Course | Oracle Team USA | Team New Zealand | Delta          |       |       | pre-match | Coupe Louis-Vuitton |  |  | 0 | -1 |
| 1    | 17 juin | 1      | 21 min 37 s 697 | 21 min 7 s 495   | 30 s 202       | 0     | 0     |           |                     |  |  |   |    |
| 1    | 17 juin | 2      | 23 min 8 s 208  | 21 min 40 s 662  | 1 min 27 s 546 | 0     | 1     |           |                     |  |  |   |    |
| 2    | 18 juin | 3      | 20 min 2 s 219  | 19 min 13 s 434  | 48 s 785       | 0     | 2     |           |                     |  |  |   |    |
| 2    | 18 juin | 4      | 22 min 26 s 887 | 21 min 15 s 216  | 1 min 11 s 671 | 0     | 3     |           |                     |  |  |   |    |
| 3    | 24 juin | 5      | 22 min 38 s 055 | 20 min 33 s 942  | 2 min 4 s 113  | 0     | 4     |           |                     |  |  |   |    |
| 3    | 24 juin | 6      | 20 min 47 s 878 | 20 min 59 s 180  | 11 s 302       | 1     | 4     |           |                     |  |  |   |    |
| 4    | 25 juin | 7      | 20 min 34 s 5   | 20 min 22 s 5    | 12 s 0         | 1     | 5     |           |                     |  |  |   |    |
| 4    | 25 juin | 8      | 19 min 29 s 5   | 18 min 59 s 4    | 30 s 0         | 1     | 6     |           |                     |  |  |   |    |
| 5    | 26 juin | 9      | 22 min 18 s 190 | 21 min 23 s 776  | 54 s 414       | 1     | 7     |           |                     |  |  |   |    |